# Elie Mbavu
Elie Mbavu (20 oktober 2009) is een Belgisch voetballer die onder contract ligt bij KRC Genk.

## Clubcarrière
Mbavu ondertekende in het najaar van 2024 zijn eerste profcontract bij KRC Genk, dat hem destijds wegplukte bij Sporting Bruxelles. Mbavu begon het seizoen 2024/25 bij de U18 van Genk en mocht in de UEFA Youth League ook tweemaal starten tegen zowel CSKA Sofia als Puskás Akadémia.
Op 14 maart 2025 maakte Mbavu zijn profdebuut in het shirt van Jong Genk, het beloftenelftal van Genk in Eerste klasse B: in de competitiewedstrijd tegen Club NXT (3-0-nederlaag) liet trainer Johan Van Rumst hem bij de rust invallen voor Brad Manguelle. Op de daaropvolgende speeldag kreeg hij tegen RAAL La Louvière zijn eerste basisplaats in Eerste klasse B.

## Clubstatistieken
| Seizoen         | Club            | Land            | Competitie      | Competitie | Competitie | Beker | Beker | Supercup | Supercup | Europees | Europees | Totaal | Totaal |
| Seizoen         | Club            | Land            | Competitie      | Wed.       | Dlp.       | Wed.  | Dlp.  | Wed.     | Dlp.     | Wed.     | Dlp.     | Wed.   | Dlp.   |
| --------------- | --------------- | --------------- | --------------- | ---------- | ---------- | ----- | ----- | -------- | -------- | -------- | -------- | ------ | ------ |
| 2024/25         | Jong Genk       | Vlag van België | Eerste klasse B | 4          | 0          | —     | —     | —        | —        | —        | —        | 4      | 0      |
| 2025/26         | Jong Genk       | Vlag van België | Eerste klasse B | 1          | 0          | —     | —     | —        | —        | —        | —        | 1      | 0      |
| Carrière totaal | Carrière totaal | Carrière totaal | Carrière totaal | 5          | 0          | 0     | 0     | 0        | 0        | 0        | 0        | 5      | 0      |

Bijgewerkt op 16 augustus 2025.
2 Pierre ·
22 Manguelle ·
28 Brughmans  ·
50 Victory ·
52 Da Costa ·
53 Mocsnik ·
54 Onstein ·
55 Yoshinaga · 
56 De Wannemacker ·
57 Murenzi ·
58 Wamu · 
60 Lazar ·
61 Van Laere ·
62 Cauwel ·
63 Henry ·
65 Akpan ·
66 Coenen ·
67 Camara ·
68 Rabhi ·
70 Decresson ·
71 Stevens ·
72 Barry ·
73 Mbavu ·
74 Alvarez ·
76 Driessen ·
78 Lukanic ·
79 Nzoko ·
80 Touré ·
82 Vliegen ·
84 Sarfo ·
86 Haroun · 
87 Yasuda · 
89 Kim ·
Coach: Van Rumst